# Never Say Never (musikalbum av Kim Wilde)
Never Say Never är Kim Wildes tionde studioalbum, utgivet 2006. Artisten Nena medverkade genom en duett med Kim, även Charlotte Hatherley var med. Albumet innehöll några nya versioner av hennes gamla hits, däribland Kids In America, Four Letter Word, You Keep Me Hangin' On, View From A Bridge och Cambodia. Mest uppmärksammades den nya versionen av You Came som även blev släppt som singel.

## Låtar
- Perfect Girl
- You Came
- Together We Belong
- Forgive Me
- Four Letter Word
- You Keep Me Hangin' On (feat. Nena)
- Baby Obey Me
- Kids In America (feat. Charlotte Hatherley)
- I Fly
- Game Over
- Lost Without You
- View From A Bridge
- Maybe I'm Crazy
- Cambodia (Paul Oakenfold Remix)